# Каролиненког
Каролиненког (нем. Karolinenkoog) — община в Германии, в земле Шлезвиг-Гольштейн. 
Входит в состав района Дитмаршен. Подчиняется управлению КЛьГ Лунден.  Население составляет 120 человек (на 31 декабря 2010 года). Занимает площадь 17,55 км².